# Suphisellus puncticollis
Suphisellus puncticollis är en skalbaggsart som först beskrevs av George Robert Crotch 1873.  Suphisellus puncticollis ingår i släktet Suphisellus och familjen grävdykare. Inga underarter finns listade i Catalogue of Life.